# Виа Сакра
Виа Сакра (Свещен път) е улица в Рим. Била е най-главната улица в столицата на Древен Рим.
Има няколко версии, тълкуващи името Свещен. Варон го обяснява с това, че по него преминавали религиозни процесии. Има и тълкуване с митологически нюанс, според който там се е сключил свещеният съюз между Ромул и Тит Таций. По всяка вероятност названието е свързано с това, че по протежение на улицата са били разположени много култови храмове.
Древните източници дават най-разнообразна информация за Виа Сакра, но нейният първоначален маршрут така и не е установен.
Виа Сакра е разположена от запад на изток и преминава през Форума. Улицата завършвала с арката на Тит, издигната в памет на победата на императора над въстаналия Йерусалим (66-70 г.) По нея в Римския Форум влизали на колесници почетните гости на града, както и римските легиони след победа за отпразнуване на триумф.

## Разположение
1. Започва от Колизеума.
2. Минава отляво на Храм на Венера и Рома.
3. Минава под арката на Тит.
4. Минава отляво на Базиликата на Максенций и Константин и Храма на Ромул.
5. Минава отдясно на Храма на Веста, Дома на весталките, Регия и Храма на Цезар.
6. Минава отляво на Храмът на Антонин и Фаустина и на Базилика Емилия.
7. Завива наляво и минава под Арката на Август.
8. Минава от дясната страна на Базилика Юлия.
9. Минава под Арката на Тиберий.
10. Завива надясно към Ростра.
11. Минава под Арката на Септимий Север.
12. Минава покрай Храма на Сатурн под Капитолий, маркиращ началото на стария път към върха.
13. Минава отдясно на Храма на Конкордия и Храма на Веспасиан и Тит.
14. Завършва при Храма на Юпитер.